# PrestaShop
PrestaShop er et gratis open source e-handelssystem grundlagt i 2007, og er et af de førende webshop systemer i dag.
Prestashop er publiceret under Open Software License (OSL). Det er skrevet i PHP og kører med MySQL databasen.
PrestaShop er pt. brugt af over 250.000 webshops i hele verden og er oversat til over 60 forskellige sprog.

## Historie
PrestaShop startede i 2005 som et studenterprojekt på EPITECH IT School i Paris, Frankrig. Oprindeligt navngivet phpOpenStore, var systemet tilgængelig på fransk og engelsk. Tre måneder efter var systemet oversat på 13 sprog.
Virksomheden, PrestaShop SA, blev grundlagt i 2007 af Igor Schlumberger og Bruno Lévêque.
PrestaShop SA rejste en kapitalinvestering på $9.3M for at ekspandere på international plan.
I januar 2015 startede PrestaShop det der hed PrestaShop Cloud, en hosted version af Prestashop,  siden 2016 var det dog lukket ned. PrestaShop har efterfølgende åbnet op for PrestaShop Ready, der har samme koncept.
Ifølge BuiltWith.com, har PrestaShop en markedsandel på 9 % for open-source webshopsystemer. Ifølge W3Techs er PrestaShop brugt på 0.5 % af alle hjemmesider på internettet.
PrestaShop har haft planer om at ekspandere i Norden, og allerede i 2015 fik PrestaShop sin første danske partner. Arkiveret 11. maj 2019 hos  Wayback Machine
I 2018 har PrestaShop haft 155 meetups i 53 lande, og over 1.000.000 ordre på deres officielle markedsplads. Derudover har PrestaShop 1.000.000 community members, og i 2018 blev der lavet 5250 commits på Github.

## Versioner
PrestaShops første version var v0.8.5 udgivet 30. august 2007, og i dag er den seneste version v1.7.5.x. De mest stabile version er v.1.6.1.x og 1.7.5.x, og disse versioner bliver i dag stadig vedligeholdt af PrestaShop. Det blev annonceret af PrestaShop, at de ville stoppe med at supportere version 1.6 til 30. juni 2019. Der er stor forskel på version 1.6.x og version 1.7.x, og den største forskel ligger i hele arkitekturen, hvor PrestaShop 1.7 bygger på Symfony.
PrestaShop bliver løbende vedligeholdt, og der kommer i gennemsnit én opdatering ud hver anden måned.

## Prestashop i Danmark
PrestaShop er i dag forholdsvist stort i Danmark og regnes for at være et af de førende Open Source shopsystemer brugt af danske webshops, og Prestashop har flere partnere i Danmark.
Der har tidligere været to officielle Prestashop events i København. I 2019 er der yderligere planlagt meetups.
PrestaShop har deres eget danske forum, og på Facebook findes der en dansk uofficiel PrestaShop gruppe med over 800 medlemmer.
PrestaShops system er oversat til dansk med en oversættelsesprocent på 100 %.

## Eksterne links
- Official website
- Dansk PrestaShop forum
- Prestashop Github